# Руины собора Святого Павла (Макао)

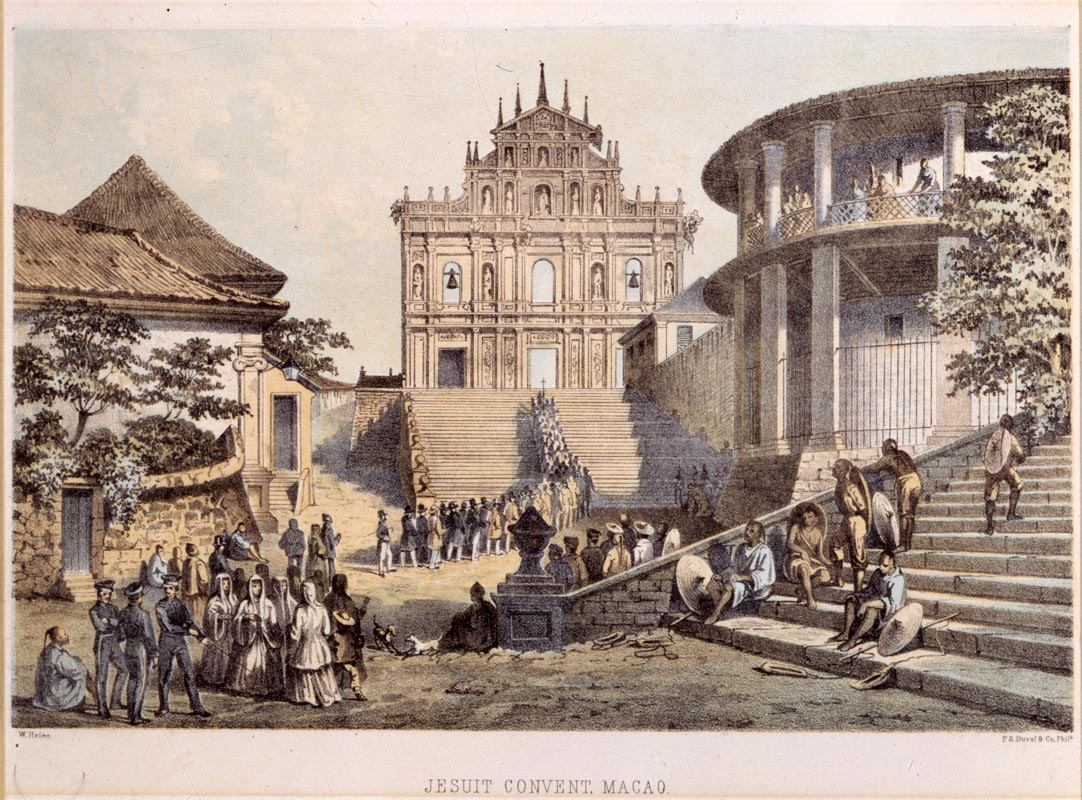
Литография с изображением фасада церкви святого Павла в 1854 году

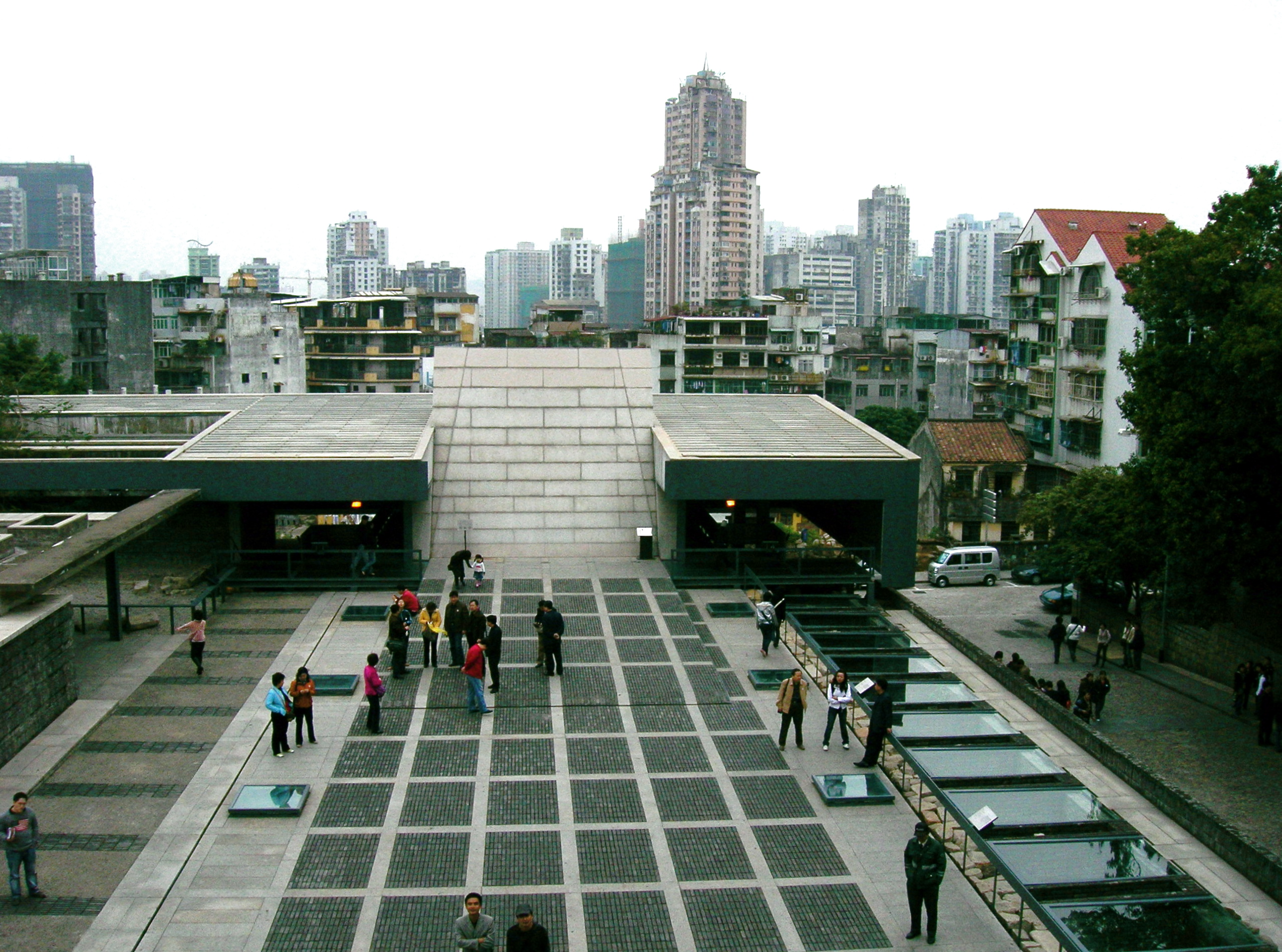
Усыпальница с мощами китайских и японских мучеников

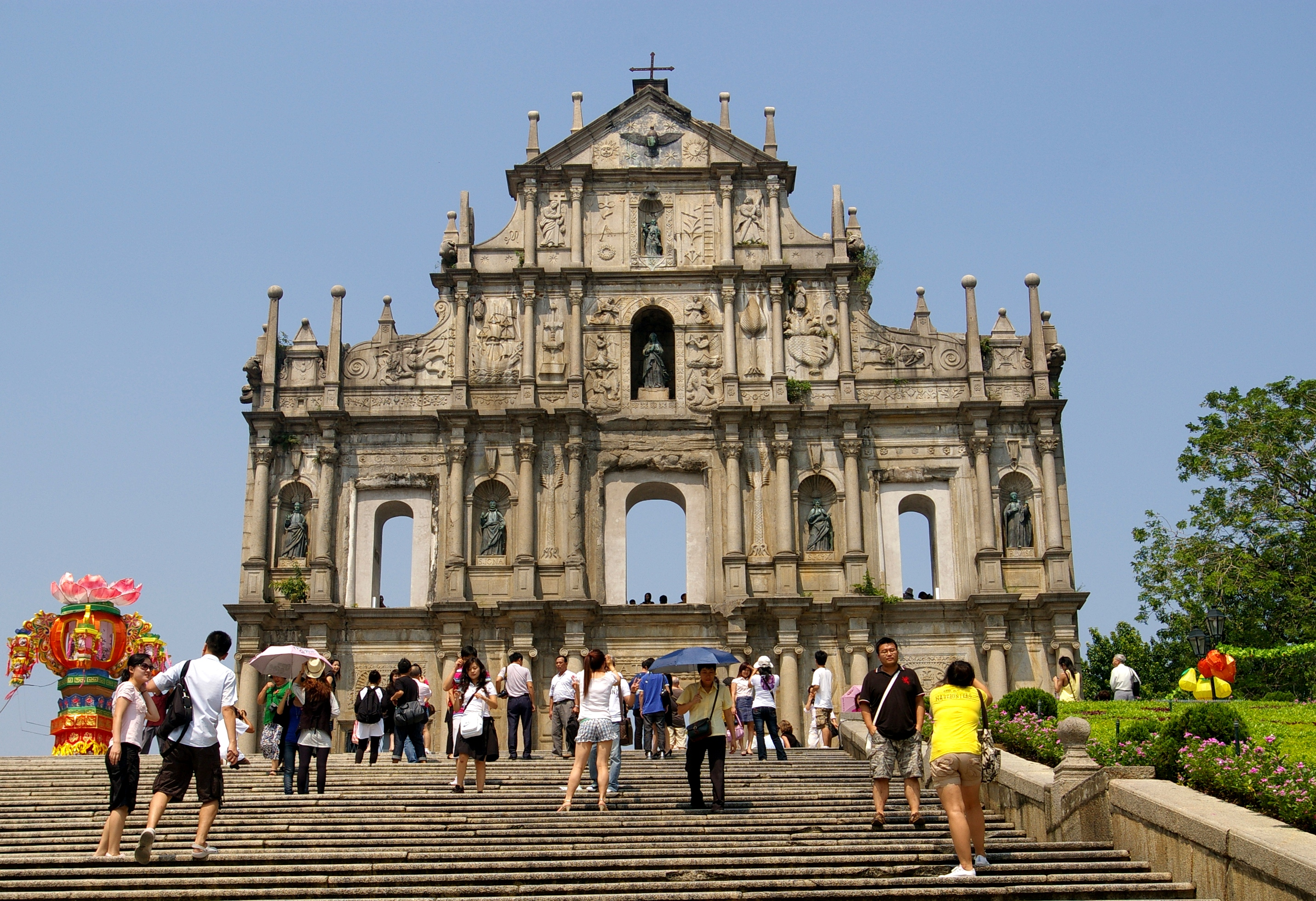
Фасад

Руины собора Святого Павла (порт. Ruínas de São Paulo) — исторический памятник, находящийся в Макао (Китай) на территории одноимённого полуострова. Руины Святого Павла входят в состав исторического центра Макао, который является объектом Всемирного наследия ЮНЕСКО.

## История
В 1565 году в португальский Макао прибыли иезуиты, которые избрали город центром для своей миссионерской деятельности в Макао. В 1594 году они основали в Макао Коллегию Святого Павла, которая стала первым европейским университетом на Дальнем Востоке. В этой коллегии преподавали теологию, китайский, португальский, латинский языки, математику и астрономию. В коллегии обучались многочисленные католические миссионеры из Европы. В 1602 году иезуиты приступили к строительству около Коллегии Святого Павла церкви святого Павла, которое закончилось в 1640 году. Фасад храма, сохранившийся до нашего времени, был сооружён в 1627 году по проекту итальянского скульптора Карло Спинолы и украшен восточным орнаментом и элементами, символизирующими историю Католической церкви. Фасад разделён на пять уровней. На нижнем уровне находится аббревиатура девиза иезуитов (IHS) и надпись на латинском языке «Mater Dei» (Божия Матерь), которая обозначает, что Дева Мария являлась покровительницей Коллегии Святого Павла. На втором уровне снизу находятся статуи четырёх иезуитов, изображающих Франсиско Борджа, Игнатия Лойолу, Франциска Ксаверия и Алоизия Гонзагу. На следующих уровнях последовательно изображены Дева Мария, Пресвятая Троица и Святой Дух.
После освящения церковь Святого Павла была стала кафедральным собором епархии Макао (до этого кафедральным собором была церковь Святого Лазаря). В 1762 году иезуиты оставили Макао и всё своё имущество передали португальской колониальной администрации Leal Senado. В 1835 году собор вместе с соседней Коллегией Святого Павла был уничтожен пожаром. В 1990 году началось восстановление руин, которое закончилось в 1995 году.
В 2005 году руины Святого Павла были внесены в список объектов Всемирного наследия в составе исторического центра Макао. В настоящее время в задней части руин находятся усыпальница с мощами китайских и японских мучеников и Музей живописи и скульптуры с экспонатами из других католических храмов Китая.